# George S. Clinton
George Stanley Clinton (Chattanooga, 17 giugno 1947) è un compositore e musicista statunitense.

## Biografia
La sua carriera di musicista ebbe inizio a Nashville mentre si stava laureando in musica e recitazione alla Università del Medio Tennessee. Dopo aver conseguito la laurea si trasferì a Los Angeles e divenne un compositore dipendente della Warner Brothers Music, realizzando o arrangiando musica. Successivamente registrò quattro album per MCA, Elektra Records, ABC e per Arista Records.
La sua George Clinton Band fu acclamata dalla critica, il che richiamò su di lui le attenzioni dei produttori cinematografici, dandogli l'opportunità di orchestrare il suo primo film Cheech and Chong's Still Smokin' e successivamente Cheech and Chong's The Corsican Brothers.
Le sue musiche più note sono probabilmente quelle del film Austin Powers - Il controspione e il suo sequel; il film di arti marziali Mortal Kombat ed il suo sequel Mortal Kombat - Distruzione totale; le serie della rete TV Showtime Red Shoe Diaries. I suoi riconoscimenti comprendono una nomination al Grammy Award del 2002, una a quello del 2007 e 8 al premio per la musica da film della Broadcast Music Incorporated (BMI). Nel 2007 ricevette anche il Premio Richard Kirk per i film e le trasmissioni televisive della BMI. Il premio viene assegnato annualmente ad un compositore che ha dato un contributo significativo alla musica per film e TV.
Clinton ha scritto parecchie musiche da concerto e tre musiche per commedie musicali. Egli è consulente del Sundance Institute e ricopre attualmente la presidenza del Dipartimento di Musiche da Film al Berklee College of Music di Boston.

## Filmografia parziale

### Cinema
- Multiple Maniacs, regia di John Waters (1970)
- Still Smokin, regia di Tommy Chong (1983)
- I ragazzi della porta accanto (The Boys Next Door), regia di Penelope Spheeris (1985)
- Guerriero americano 2 - La sfida (American Ninja 2: The Confrontation), regia di Sam Firstenberg (1987)
- Guerriero americano 3 - Agguato mortale (American Ninja 3: Blood Hunt), regia di Cedric Sundstrom (1989)
- Dieci piccoli indiani (Ten Little Indians), regia di Alan Birkinshaw (1989)
- Un marito di troppo (Hard Promises), regia di Martin Davidson (1991)
- Orchidea selvaggia 2 (Wild Orchid II: Two Shades of Blue), regia di Zalman King (1991)
- La notte della verità (Mother's Boys), regia di Yves Simoneau (1993)
- Hellbound - All'inferno e ritorno (Hellbound), regia di Aaron Norris (1994)
- Brainscan - Il gioco della morte (Brainscan), regia di John Flynn (1994)
- Il cane e il poliziotto (Top Dog), regia di Aaron Norris (1995)
- Mortal Kombat, regia di Paul W. S. Anderson (1995)
- Mai dire ninja (Beverly Hills Ninja), regia di Dennis Dugan (1997)
- Austin Powers - Il controspione (Austin Powers: International Man of Mystery), regia di Jay Roach (1997)
- Safe Sex - Tutto in una notte (Trojan War), regia di George Huang (1997)
- Mortal Kombat - Distruzione totale (Mortal Kombat: Annihilation), regia di John R. Leonetti (1997)
- Sex Crimes - Giochi pericolosi (Wild Things), regia di John McNaughton (1998)
- Black Dog, regia di Kevin Hooks (1998)
- Lansky - Un cervello al servizio della mafia (Lansky), regia di John McNaughton (1999)
- Austin Powers - La spia che ci provava (Austin Powers: The Spy Who Shagged Me), regia di Jay Roach (1999)
- The Astronaut's Wife - La moglie dell'astronauta (The Astronaut's Wife), regia di Rand Ravich (1999)
- Pronti alla rissa (Ready to Rumble), regia di Brian Robbins (2000)
- La rapina (3000 Miles to Graceland), regia di Demian Lichtenstein (2001)
- Joe Somebody, regia di John Pasquin (2001)
- Austin Powers in Goldmember, regia di Jay Roach (2002)
- Che fine ha fatto Santa Clause? (The Santa Clause 2), regia di Michael Lembeck (2002)
- Brivido biondo (The Big Bounce), regia di George Armitage (2004)
- Tre ragazzi e un bottino (Catch That Kid), regia di Bart Freundlich (2004)
- Una pazza giornata a New York (New York Minute), regia di Dennie Gordon (2004)
- A Dirty Shame, regia di John Waters (2004)
- FBI: Operazione tata (Big Momma's House 2) regia di John Whitesell (2006)
- Santa Clause è nei guai (The Santa Clause 3: The Escape Clause), regia di Michael Lembeck (2006)
- Conciati per le feste (Deck the Halls), regia di John Whitesell (2006)
- Nome in codice: Cleaner (Code Name: The Cleaner), regia di Les Mayfield (2007)
- Harold & Kumar - Due amici in fuga (Harold & Kumar Escape from Guantanamo Bay), regia di  Jon Hurwitz e Hayden Schlossberg (2008)
- Love Guru (The Love Guru), regia di Marco Schnabel (2008)
- Extract, regia di Mike Judge (2009)
- Assassin's Creed: Lineage, regia di Yves Simoneau (2009)
- L'acchiappadenti (Tooth Fairy), regia di Michael Lembeck (2010)
- The Harvest, regia di John McNaughton (2013)